# تمارا بوس
تمارا بوس (بالهولندية: Tamara Bos)‏ هي كاتبة سيناريو وكاتبةللأطفال وكاتِبة وممثلة هولندية، ولدت في 13 أغسطس 1967 بإيده في هولندا. من الجوائز التي نالتها Golden Calf for Best Script ‏ سنة 2005.

## جوائز
- Golden Calf for Best Script [الإنجليزية]‏ (2005)

## وصلات خارجية
- تمارا بوس على موقع IMDb (الإنجليزية)
- تمارا بوس على موقع ميوزك برينز (الإنجليزية)
- تمارا بوس على موقع ديسكوغز (الإنجليزية)
- تمارا بوس على موقع قاعدة بيانات الفيلم (الإنجليزية)